# محمد نوري يلماز
محمد نوري يلماز (بالتركية: Mehmet Nuri Yılmaz)‏‏ (1943 في أرضروم - ) هو عالمٌ مسلمٌ تُركي. درس في كلية العلوم الدينية في جامعة أنقرة. تولى رئاسة منظمة الشؤون الدينية التركية في الفترة ما بين 17 سبتمبر 1992 حتى 19 مارس 2003، خلفًا لمصطفى سعيد يازجي‌ أوغلي، وتولى بعده علي بارداق أوغلي.